# Anicolor/Tien 21
Das Team Anicolor/Tien 21 ist ein portugiesisches Radsportteam mit Sitz in Águeda. 

## Organisation und Geschichte
Die Mannschaft wurde im Jahr 2000 unter dem Namen Barbot-Torrie gegründet. 2004 wurde Gaia Co-Sponsor, ein Jahr später Pascoal, 2006 Halcon, 2008 Siper und seit 2011 ist Efapel der zweite Namensgeber. Die Mannschaft besitzt seit 2005 eine Lizenz als Continental Team, mit der sie hauptsächlich an Rennen der UCI Europe Tour teilnimmt. Die Mehrzahl der Erfolge erzielte das Team in seiner Heimat, unter anderem bei der Portugal-Rundfahrt. Manager ist Carlos Pereira. Der frühere Titelsponsor Barbot ist eine Firma, die Druckerschwärze herstellt. Die Mannschaft war zunächst mit Fahrrädern der Marke Cipollini ausgestattet.
Von 2011 bis 2021 war Namensgeber und Sponsor die EFAPEL - Empresa Fabril de Produtos Eléctricos S.A., ein Hersteller von Elektroinstallationsmaterial. Zur Saison 2022 zog sich Efapel aus dem Sponsoring zurück, um das neu gegründete Continental Team Efapel Cycling mit José Azevedo als sportlichem Leiter zu unterstützen. Neuer durchgängiger Titelsponsor ist seitdem der Hersteller von Aluminiumbauteilen Anicolor.
Zur Saison 2025 stellte sich das Team internationaler auf und verstärkte sich mit vier ehemaligen Radprofis, unter anderem kamen Rubén Fernández und Harrison Wood vom UCI WorldTeam Cofidis.

## Saison 2025
Mannschaft
| Teamkader 2025                    | Teamkader 2025  | Teamkader 2025         | Teamkader 2025               |
| Name                              | Geburtsdatum    | Land                   | Vorheriges Team              |
| --------------------------------- | --------------- | ---------------------- | ---------------------------- |
| Xavier Cañellas                   | 16. März 1997   | Spanien                | Euskaltel-Euskadi (2024)     |
| Fabio Costa                       | 4. Juli 1999    | Portugal               | ABTF Betão-Feirense (2024)   |
| André Dutra                       | 13. Juni 2006   | Portugal               |                              |
| Paulo Fernandes                   | 10. April 2006  | Portugal               |                              |
| Rubén Fernández                   | 1. März 1991    | Spanien                | Cofidis (2024)               |
| Alexis Guérin                     | 6. Juni 1992    | Frankreich             | Philippe Wagner-Bazin (2024) |
| Mason Hollyman (1. Jan.–15. Jun.) | 25. Juni 2000   | Vereinigtes Königreich | Israel-Premier Tech (2024)   |
| Víctor Martínez                   | 28. Januar 1985 | Spanien                | Sidi Ali-Unlock Team (2024)  |
| Artjom Nytsch                     | 21. März 1995   | Russland               | Gazprom-RusVelo (2022)       |
| Gonçalo Oliveira                  | 4. Januar 2001  | Portugal               |                              |
| Rafael Reis                       | 15. Juli 1992   | Portugal               | Feirense (2020)              |
| Tiago Santos                      | 31. Mai 2005    | Portugal               | Q36.5 Continental (2024)     |
| Pedro Silva                       | 7. Juli 2001    | Portugal               | ABTF Betão-Feirense (2024)   |
| José Sousa                        | 16. Juli 1999   | Portugal               | Kelly-Simoldes-UDO (2023)    |
| Harrison Wood                     | 14. Juni 2000   | Vereinigtes Königreich | Cofidis (2024)               |
|                                   |                 |                        |                              |
| Quelle: ProCyclingStats           |                 |                        |                              |

Erfolge
| Siege | Siege  | Siege | Siege  | Siege  | Siege |
| Datum | Rennen | Staat | Klasse | Sieger |       |
| ----- | ------ | ----- | ------ | ------ | ----- |

## Erfolge als Continental Team
| Rennserie                 | 2005 | 2006 | 2007 | 2008 | 2009 | 2010 | 2011 | 2012 | 2013 | 2014 | 2015 | 2016 | 2017 | 2018 | 2019 | 2020 | 2021 | 2022 | 2023 | 2024 |
| ------------------------- | ---- | ---- | ---- | ---- | ---- | ---- | ---- | ---- | ---- | ---- | ---- | ---- | ---- | ---- | ---- | ---- | ---- | ---- | ---- | ---- |
| UCI ProSeries             | -    | -    | -    | -    | -    | -    | -    | -    | -    | -    | -    | -    | -    | -    | -    | -    | -    | -    | -    | -    |
| UCI Continental Circuits  | 3    | 3    | 1    | 6    | 3    | 7    | 8    | 7    | 1    | 2    | 2    | 4    | 3    | 2    | 2    | 3    | 10   | 8    | 6    | 7    |
| nationale Meisterschaften | -    | -    | -    | -    | -    | 1    | -    | -    | 1    | -    | -    | -    | -    | -    | -    | -    | 1    | 2    | -    | -    |

## Platzierungen in UCI-Ranglisten
UCI-Weltrangliste
| World Ranking | World Ranking | World Ranking                | World Ranking |
| Jahr          | Teamwertung   | Einzelwertung                |               |
| ------------- | ------------- | ---------------------------- | ------------- |
| 2016          | —             | Joni Brandão (244. )         |               |
| 2017          | —             | Jesús del Pino (491. )       |               |
| 2018          | —             | Henrique Casimiro (405. )    |               |
| 2019          | 106.          | Joni Brandão (371. )         |               |
| 2020          | 65.           | Joni Brandão (310. )         |               |
| 2021          | 53.           | Mauricio Moreira (272. )     |               |
| 2022          | 53.           | Frederico Figueiredo (382. ) |               |
| 2023          | 77.           | Artjom Nytsch (555. )        |               |
| 2024          | 71.           | Artjom Nytsch (363. )        |               |
|               |               |                              |               |
| Quelle: UCI   |               |                              |               |

UCI America Tour
| Saison    | Mannschaftswertung | Fahrerwertung         |
| --------- | ------------------ | --------------------- |
| 2009      | 7.                 | Sérgio Ribeiro (16.)  |
| 2010-2013 | -                  | -                     |
| 2014      | 27.                | Carlos Oyarzun (127.) |
| 2015-2016 | -                  | -                     |

UCI Europe Tour
| Saison | Mannschaftswertung | Fahrerwertung             |
| ------ | ------------------ | ------------------------- |
| 2009   | 73.                | David Bernabéu (224.)     |
| 2010   | 36.                | David Bernabéu (96.)      |
| 2011   | 24.                | Sérgio Ribeiro (55.)      |
| 2012   | 37.                | David Blanco (74.)        |
| 2013   | 57.                | Rui Sousa (162.)          |
| 2014   | 39.                | Víctor de la Parte (111.) |
| 2015   | 49.                | Joni Brandão (113.)       |
| 2016   | 46.                | Joni Brandão (102.)       |